# Mordellistena mogadiscioana
Mordellistena mogadiscioana es una especie de coleóptero de la familia Mordellidae.

## Distribución geográfica
Habita en Somalia.